# Der schwarze Jack (1950)
Der schwarze Jack (Originaltitel Black Jack) ist ein Abenteuerfilm, der 1950 in einer US-amerikanisch-spanisch-französischen Co-Produktion von Julien Duvivier mit George Sanders und Herbert Marshall in den Hauptrollen entstand. Der Film wurde von Classic Pictures (USA), Jungla Films (Spanien) und Alsa Films (Frankreich) produziert.

## Handlung
Auf Mallorca trifft Kapitän Nikarescu auf den amerikanischen Abenteurer Mike Alexander. Nikarescu hat an Bord seines heruntergekommenen Schiffes Chalcis 100 hungernde Kriegsflüchtlinge. Er bittet Mike um Hilfe. Sechs der Flüchtlinge können die von Mike geforderten 3.000 Dollar für eine einfache Passage an Bord seines Bootes Black Jack aufbringen. Die attraktive aber mittellose Ingrid Dekker weigert sich, dem ihrer Meinung nach skrupellosen Abenteurer zu folgen, der Nikarescu vorschlägt, die restlichen Flüchtlinge auf der unbewohnten Insel Aguilleras auszusetzen. Ingrid erwacht einige Zeit später in einem Rettungsboot. Nur Nikarescu ist ebenfalls an Bord, der ihr erzählt, dass die Chalcis untergegangen sei und er nur sie retten konnte. Er bringt Ingrid nach Tangier, wo sie in einem Nachtclub Mike begegnet und erneut sein Hilfsangebot abweist.
Zurück auf Mallorca trifft Mike seinen alten Freund Dr. Curtis. Der Tropenmediziner sucht verzweifelt nach Geldgebern für ein neues Laboratorium. Mike gibt ihm das Geld, das er von den Flüchtlingen erhalten hat und macht ihn mit der exzentrischen Millionärin Emily Birk bekannt, die zu seinem Erstaunen Ingrid als Reisebegleitung engagiert hat. Ingrid und Mike erkennen, dass Nikarescu ihnen widersprüchliche Angaben über das Schicksal seines Schiffes gemacht hat. Sie eilen nach Aguilleras, um die ausgesetzten Flüchtlinge zu retten. Sie finden den verletzten Maat José, der Mike die Wahrheit über die Chalcis erzählt, während Ingrid die Insel nach Überlebenden absucht. Nikarescu wollte Ingrid verführen, die er in seine Kajüte brachte und niederschlug. Dann sperrte er die Flüchtlinge in den Laderaum und flutete das Schiff, während José die bewusstlose Ingrid ins Rettungsboot brachte. Nikarescu stellte sicher, dass alle Flüchtlinge ums Leben gekommen sind und schoss José an, um auch den letzten Zeugen zu beseitigen. José konnte sich auf die verlassene Insel retten. Nachdem er seinen Bericht beendet hat, stirbt er. In einer Bucht entdeckt Ingrid das Wrack der Chalcis. Mike hat ihr nichts vom Schicksal der Flüchtlinge erzählt, und als sie die Leichen entdeckt, macht sie Mike für deren Tod mitverantwortlich.
Im Hotel erklärt Emily Ingrid, dass sie in Wirklichkeit eine Polizistin sei, die Mikes Schmugglertätigkeiten untersuche. Sie bittet Ingrid um Hilfe, um auch Nikarescu zur Rechenschaft ziehen zu können. Beim Versuch Mike zu verführen, erkennt Ingrid, dass Mike kein herzloser Verbrecher ist und sich von seinen kriminellen Geschäften lösen will. Sie verlieben sich, und Ingrid will mit ihm nach der Ankunft der letzten Schmuggellieferung aus Singapur Mallorca verlassen. Zwei Tage später läuft ein spanischer Schoner in den Hafen ein, der Mikes Schmuggelware transportiert. Emily informiert Ingrid, dass Mike Drogen schmuggelt. Bei einer Party gibt sich Emily Mike gegenüber als rivalisierende Schmugglerin zu erkennen, die Nikarescu angeheuert hat, der Mikes Ware stehlen sollte. Curtis, der in Wahrheit Drogenfahnder ist, glaubt, dass Mike unschuldig und von Emily benutzt wurde. Versehentlich enthüllt Ingrid Mike die wahre Identität seines bisherigen Freundes.
Mike findet heraus, wo sich Nikarescu aufhält. Er holt ihn ein und droht, ihn zu ertränken, wenn er nicht das Drogenversteck verrate. Nikarescu bringt ihn zum Wrack der Chalcis und schlägt ihn nieder. Mike kommt jedoch schnell wieder zu sich und entdeckt die Drogen. Er greift Nikarescu an und ertränkt ihn, danach wirft er die Drogenpäckchen ins Meer. Als Ingrid bei seiner Rückkehr davon hört, ist sie erleichtert. Sie besteigen die Black Jack und fahren aufs Meer. Curtis und sein spanischer Kollege Inspektor Carnero glauben, dass Mike die Drogen an sich gebracht hat und fliehen will. Mehrere Polizeiboote verfolgen die Black Jack und können sie durch Beschuss noch vor Erreichen der internationalen Gewässer stoppen. Mike sagt Ingrid, dass er sie liebe. Genau in diesem Moment trifft ihn eine Kugel und er stirbt in ihren Armen.

## Entstehung und Veröffentlichung
| Figur           | Darsteller          | Deutscher Sprecher |
| --------------- | ------------------- | ------------------ |
| Mike Alexander  | George Sanders      | Curd Jürgens       |
| Dr. Curtis      | Herbert Marshall    | Hans Thimig        |
| Ingrid Dekker   | Patricia Roc        | Eva Zilcher        |
| Emily Birk      | Agnes Moorehead     | Dorothea Neff      |
| Kpt. Nikarescu  | Marcel Dalio        | Karl-Heinz Peters  |
| Schoner-Kapitän | Howard Vernon       | Leopold Rudolf     |
| Madame          | María Teresa Campos | Grete Zimmer       |

Gedreht wurde der Film ab September 1949 in den CEA-Studios in Madrid. Sigfrido Burmann war für das Szenenbild zuständig. Manolo Caracol und Lola Flores hatten Gastauftritte als Sänger und Tänzer.
Die Zensurbehörde PCA bemängelte, dass in dem der Behörde vorliegenden Drehbuchentwurf die Figur des Schmugglers Mike ungestraft bleibe. Das Drehbuch wurde umgeschrieben, so dass Mike am Ende stirbt.
Der Film wurde in zwei Versionen veröffentlicht, wobei die europäische Fassung etwas länger als die US-Fassung ist. Die Premiere des Films fand zuerst in Spanien am 20. November 1950 in Madrid statt. In Frankreich erschien er einen Monat später, in den USA sogar erst am 21. Oktober 1952. In der Bundesrepublik Deutschland kam er am 10. Juli 1953 in die Kinos, in Österreich schon im April 1953.

## Kritiken
„Realitätsferne, aber spannende Abenteuerunterhaltung.“